# Rezerwat przyrody Brzoza Czarna w Reczpolu
Rezerwat przyrody Brzoza Czarna w Reczpolu – rezerwat florystyczny znajdujący się na terenie powiatu przemyskiego w gminie Krzywcza.
Obszar chroniony utworzony został w 1970 r. w celu zachowania ze względów naukowych i dydaktycznych stanowiska brzozy czarnej. Rezerwat położony jest w granicach Parku Krajobrazowego Pogórza Przemyskiego i dwóch obszarów Natura 2000: ostoi ptasiej „Pogórze Przemyskie” i obszaru siedliskowego „Ostoja Przemyska”.
Rezerwat o powierzchni 2,66 ha położony jest około 200 m na północ od drogi z Przemyśla do Dubiecka, w pobliżu miejscowości Reczpol i stanowi niewielką część większego kompleksu leśnego. Stanowisko brzozy czarnej znajduje się w grądzie środkowoeuropejskim na południowym stoku niewielkiego bezimiennego wzniesienia (373,1 m n.p.m.).